# Nachtanch
Nachtanch war ein altägyptischer Statthalter im 11. Gau von Oberägypten in der 12. Dynastie um 1900 v. Chr. Seine genaue chronologische Einordnung ist jedoch unsicher. Er ist von seinem Felsengrab (Grab VII) bei Rifeh bekannt, in dem sich eine längere (ideal)biographische Inschrift befindet. Die Inschriften im Grab nennen seine Titel, wobei er unter anderem Oberhaupt von Schau (11. Gau von Oberägypten), Vorsteher von Oberägypten und Bürgermeister (Hatia) war. Seine Mutter hieß Zatim.
Sein Grab wurde nie vollständig dokumentiert und wurde als Kirche genutzt, sodass der Zugang für die Forschung nicht unproblematisch ist. Es handelt sich um das größte Felsengrab in Rifeh und um eine der größten Grabanlagen des Mittleren Reiches überhaupt. Francis Llewellyn Griffith publizierte 1889 Kopien der Inschriften. 1936 veröffentlichte Pierre Montet erneute Kopien und eine kurze Beschreibung des Grabes. Nachtanch und seine Mutter werden auch auf einer Stele aus Abydos genannt.